# Toivo Kuula
Toivo Timoteus Kuula (ur. 7 lipca 1883 w Vaasa, zm. 18 maja 1918 w Wyborgu) – fiński kompozytor.

## Życiorys
W 1900 roku podjął studia w Instytucie Muzycznym w Helsinkach u Martina Wegeliusa i Armasa Järnefelta (kompozycja) oraz Viktora Nováčka (skrzypce). W 1903 roku przerwał edukację i wrócił do rodzinnego Vaasa, gdzie był dyrygentem i nauczycielem muzyki. Wznowił studia w 1906 roku. W latach 1908−1910 był uczniem Marco Enrico Bossiego w Bolonii, Hansa Sitta w Lipsku i Marcela Labeya w Paryżu. Od 1910 do 1911 roku był dyrygentem orkiestry w Oulu. W latach 1911−1912 przebywał w Berlinie. W latach 1912−1916 działał jako dyrygent orkiestrowy w Helsinkach, następnie w Wyborgu. Zginął podczas walk ulicznych w trakcie fińskiej wojny domowej.
W swojej twórczości czerpał z ludowej muzyki fińskiej, wykorzystując zwłaszcza skale modalne. W warstwie orkiestrowej pozostawał pod silnym wpływem Jeana Sibeliusa. Stosował środki impresjonistyczne.

## Ważniejsze kompozycje
(na podstawie materiałów źródłowych)

### Utwory orkiestrowe
- Symfonia (niedokończona)
- 2 suity Eteläpohjalainen sarja (nr 1 1906−1909, nr 2 1912−1914)
- Allegretto (1905)
- Preludium i fuga (1909)

### Utwory kameralne
- Sonata e-moll na skrzypce i fortepian (1907)
- Preludium i intermezzo na smyczki i organy (1909)
- Tańce z południowej Ostrobotni na skrzypce i fortepian (1911)

### Utwory wokalno-instrumentalne
- legenda symfoniczna Merenkylpijäneidot na sopran i orkiestrę (1910)
- legenda symfoniczna Orjan poika na sopran i baryton solo, chór mieszany i orkiestrę, słowa Eino Leino (1910)
- Impi ja Pajarin poika na sopran i orkiestrę, słowa Eino Leino (1912)
- Nuijamiesten marssi na chór mieszany i orkiestrę, słowa Veikko Antero Koskenniemi (1912)
- Stabat Mater na chór mieszany, orkiestrę i organy (1914−1918, dokończone przez Leeviego Madetoję)